# Daniel Teklehaimanot
Daniel Teklehaimanot Girmazion (Debarwa, 10 de novembro de 1988) é um ciclista profissional eritreio.

## Biografia
Depois de ser um dos ciclistas da África negra mais destacados do seu continente estreiou como profissional na modesta equipa Amore & Vita-McDonald's no final de 2008 ainda que não chegou a disputar nenhuma carreira oficial na Europa. A partir daí foi "recrutado" pelo Centro de Ciclismo Mundial da UCI em Aigle (Suíça) para formá-lo como ciclista e seguir a sua progressão, se dando a conhecer internacionalmente ao finalizar 6º no Tour de l'Avenir de 2009 com o combinado misto da UCI, com apenas 20 anos quando os corredores que estiveram por adiante dele tinham de 21 a 23 anos. Com esse combinado além de carreiras profissionais da Copa das Nações combinou provas amadoras conseguindo alguma vitória na Europa.
No final de 2010 foi contratado pela equipa Cervélo Test Team disputando as clássicas italianas do G. P. Bruno Beghelli e Grande Piemonte e a francesa da Châteauroux Classic de l'Indre com discretos resultados mas podendo acabar as três provas.
Quando os seus compromissos desportivos na Europa lho permitem segue disputando o calendário ciclista africano onde é um dos grandes dominadores. Por exemplo no 2010 foi triplo campeão da África: contrarrelógio por equipas, contrarrelógio e em estrada.
A 9 de agosto de 2011 confirmou-se o seu contrato para 2012 pela equipa australiano do GreenEDGE convertendo-se no primeiro ciclista profissional do África negra em correr na máxima categoria do ciclismo e numa Grande Volta (Volta a Espanha de 2012).
Para a temporada de 2013 o eritreio teve problemas com os vistos e só pôde participar no Critérium do Dauphiné, e na Clássica de Ordizia, a qual ganhou atacando nos últimos 2,5 km surpreendendo aos oito ciclistas que o acompanhavam em fuga.
Em 2014 alinha pela equipa africana MTN Qhubeka. Um ano mais tarde, a equipa é convidada ao Tour de France de 2015.

## Palmarés
| 2008 - Campeonato da Eritreia em Estrada 2010 - 1 etapa do Coupe des Nations Ville Saguenay (como amador) - Campeonato Africano Contrarrelógio - Campeonato Africano em Estrada - Tour de Ruanda, mais 1 etapa 2011 (como amador) - 1 etapa da Tropicale Amissa Bongo - Campeonato da Eritreia Contrarrelógio - 2º no Campeonato da Eritreia em Estrada - Kwita Izina Tour, mais 3 etapas - 1 etapa do Tour da Argélia - Campeonato Africano Contrarrelógio - 2º no UCI Africa Tour 2012 - Campeonato da Eritreia Contrarrelógio - Campeonato da Eritreia em Estrada - Campeonato Africano Contrarrelógio | 2013 - Clássica de Ordizia - Campeonato Africano Contrarrelógio 2015 - 2º no Campeonato Africano Contrarrelógio - Campeonato da Eritreia Contrarrelógio 2016 - 3º no Campeonato Africano Contrarrelógio - Campeonato da Eritreia Contrarrelógio - Campeonato da Eritreia em Estrada 2017 - 3º no Campeonato da Eritreia Contrarrelógio 2018 - Campeonato da Eritreia Contrarrelógio |

## Resultados nas Grandes Voltas e Campeonatos do Mundo
| Carreira               | 2008 | 2009 | 2010 | 2011 | 2012 | 2013 | 2014 | 2015 | 2016 | 2017 | 2018 | 2019 |
| ---------------------- | ---- | ---- | ---- | ---- | ---- | ---- | ---- | ---- | ---- | ---- | ---- | ---- |
| Giro d'Italia          | -    | -    | -    | -    | -    | -    | -    | -    | -    | 111º | -    | -    |
| Tour de France         | -    | -    | -    | -    | -    | -    | -    | 49º  | 85º  | -    | -    | -    |
| Volta a Espanha        | -    | -    | -    | -    | 146º | -    | 47º  | -    | -    | -    | -    | -    |
| Mundial em Estrada     | -    | -    | -    | 143º | -    | Ab.  | -    | -    | Ab.  | -    | -    | Ab.  |
| Mundial Contrarrelógio | -    | -    | -    | -    | -    | 54º  | -    | -    | -    | -    | -    | -    |

-: não participa

Ab.: abandono

## Equipas
- Amore & Vita-McDonald's (2008)
- Combinado misto da UCI (amador) (2009-2010)[6]
- Cervélo Test Team (2010)[7]
- Selecção da Eritreia (amador) (2011)
- GreenEDGE (2012-2013)
  - GreenEDGE Cycling Team (2012)
  - Orica-GreenEDGE (2012-2013)
- MTN-Qhubeka/Dimension Data (2014-2017)
  - MTN-Qhubeka (2014-2015)
  - Dimension Data (2016-2017)
- Cofidis, Solutions Crédits (2018)